# George Gilmore
George Frederick Gilmore (Howth, 5 de maig de 1898 – 1985) va ser un líder de l'Exèrcit Republicà Irlandès (IRA) durant els anys 1920 i 1930. Durant el seu període d'influència, el moviment republicà es va desplaçar significativament cap a l'esquerra. Després d'abandonar el moviment el 1934, va continuar essent una figura important de l'esquerra irlandesa.

## Biografia
Nascut a Hillside Terrace, a Howth, al comtat de Dublín, fou el segon fill de Philip Gilmore, un comptable originari del comtat d'Antrim, i de la pagesa Fanny Angus. Va dirigir el Batalló de Dublín Sud de l'IRA del 1915 al 1926. Va lluitar amb l'IRA a la Guerra d'Independència d'Irlanda i a la Guerra Civil irlandesa a favor de l'Anti-Treaty IRA. Després de la derrota del seu bàndol, va exercir de secretari del futur Taoiseach, Seán Lemass.
A la fi de la dècada del 1920, com a membre del Consell de l'Exèrcit de l'IRA, va negociar amb representants del govern soviètic en un intent d'organitzar entrenament militar per a oficials seleccionats de l'IRA. L'octubre de 1925 va organitzar la fugida de 19 presos de l'IRA de la Presó de Mountjoy a Dublín. Va ser arrestat el 1926, va ser posat en llibertat el 1927, el van tornar a detenir el 1931 i el van deixar en llibertat el 1932, quan el Fianna Fáil va assolir el govern. Entre 1931 i 1932, a la presó d'Arbor Hill, Gilmore es va negar a portar la roba de pres i va romandre nu de desembre a març.
Quan el Fianna Fáil va aconseguir la victòria, Frank Aiken, antic cap de gabinet de l'IRA i nou ministre de defensa, va visitar Gilmore el 9 de març i, l'endemà, tots els presos republicans van ser alliberats i 30.000 simpatitzants van saludar-los al carrer College Green, al centre de Dublín. Després de l'elecció del primer govern de Fianna Fáil amb Éamon de Valera el març de 1932, Gilmore va ser un dels representants del Consell de l'Exèrcit que es va relacionar amb De Valera.
El 14 d'agost de 1932 va ser afusellat i ferit per membres de paisà de la Garda Síochána, al comtat de Clare. Juntament amb Roddy Connolly, Nora Connolly O'Brien, Peadar O'Donnell i d'altres, va ser un dels fundadors del Republican Congress, una organització republicana irlandesa socialista, el 1934. El grup es va trencar el 1935 per diferències internes. Posteriorment, va estar actiu del 1936 al 1939 com a membre de les Brigades Internacionals a la Guerra Civil espanyola.
Durant la dècada del 1960, quan el Moviment Republicà es va tornar a desplaçar cap a l'esquerra, Gilmore i O'Donnell van tornar a ser requerits com a ponents i escriptors republicans. Va morir a Howth als 87 anys.